# Sherwin B. Nuland
Sherwin Bernard Nuland (ngày 8 tháng 12 năm 1930 – ngày 3 tháng 3 năm 2014) là một nhà phẫu thuật và nhà văn người Mỹ, từng giảng dạy đạo đức sinh học, lịch sử y học và y học tại Trường Y khoa Yale và Đại học Yale. Cuốn sách ông viết năm 1994 nhan đề How We Die: Reflections on Life's Final Chapter (Chúng ta chết như thế nào: Suy ngẫm về chương cuối đời người) đã lọt vào danh sách bán chạy nhất của New York Times và giành được Giải thưởng Sách Quốc gia về Tác phẩm phi hư cấu, cũng như lọt vào vòng chung kết của Giải Pulitzer. Năm 2011, Nuland được trao tặng Huy chương Vàng Jonathan Rhoads của Hiệp hội Triết học Hoa Kỳ, vì “Thành tựu Xuất chúng trong Y học.” Nuland còn viết các bài báo phi học thuật cho tờ The New Yorker, The New York Times, The New Republic, Time, MIT Technology Review và New York Review of Books.  Ông là thành viên của Trung tâm Hastings nghiên cứu về đạo đức sinh học độc lập.

## Tiểu sử
Nuland chào đời với tên khai sinh Shepsel Ber Nudelman ở The Bronx, Thành phố New York, vào ngày 8 tháng 12 năm 1930, với cha mẹ là người Ukraina gốc Do Thái nhập cư, Meyer Nudelman (thợ sửa quần áo) (1889-1958)  và Vitsche Lutsky (1893-1941).
Dù lớn lên trong một gia đình Do Thái Chính thống giáo truyền thống, ông tự cho mình là người theo thuyết bất khả tri, nhưng vẫn tiếp tục tham dự hội đường. Là một người Do Thái, ông đã chứng kiến sự phân biệt đối xử bài Do Thái đối với người anh em họ của mình và đổi tên khi nộp đơn vào đại học để đảm bảo được nhận vào học.
Nuland tốt nghiệp Trường Khoa học Trung học Bronx, Đại học New York và Trường Y khoa Yale, thi đậu bằng bác sĩ và cũng hoàn thành chương trình nội trú về phẫu thuật.
Vào thời điểm ông qua đời, ông đang sống ở Connecticut với người vợ thứ hai, Sarah Nuland (nhũ danh Peterson). Ông có bốn người con từ hai cuộc hôn nhân. Con gái của ông là Victoria Nuland, một nhân viên ngoại giao chuyên nghiệp và là cựu đại sứ Hoa Kỳ tại NATO và là cựu phát ngôn viên của Bộ Ngoại giao, được bổ nhiệm làm Trợ lý Bộ trưởng, Cục Sự vụ châu Âu và Á-Âu vào tháng 9 năm 2013.
Tiến sĩ Nuland cho rằng có một "mối quan hệ duy nhất" với cái chết. Giải thưởng Sách Quốc gia năm 1994 cho sách phi hư cấu đã được trao cho tác phẩm của ông nhan đề How We Die: Reflections on Life’s Final Chapter (Chúng ta chết như thế nào: Suy ngẫm về chương cuối đời người).
Trong một bài nói chuyện tại TED năm 2001, được phát hành vào tháng 10 năm 2007, Nuland đã nói về chứng trầm cảm nghiêm trọng và những suy nghĩ ám ảnh của mình vào đầu những năm 1970, có thể là do tuổi thơ khó khăn và cuộc hôn nhân đầu tan vỡ. Vì liệu pháp điều trị bằng thuốc vẫn không hiệu quả, người ta đề nghị phẫu thuật thùy não, nhưng người điều trị cho ông lại đề nghị thay bằng liệu pháp sốc điện, giúp ông mau chóng hồi phục. Mười hai năm sau buổi nói chuyện, Người phụ trách của TED, Chris Anderson, nhớ lại rằng buổi nói chuyện của Nuland “vẫn là một trong những khoảnh khắc mạnh mẽ nhất trong lịch sử của hội nghị.”
Nuland cũng là một trong những giảng viên tiêu biểu tại chương trình giáo dục dành cho người lớn One Day University. Năm 2005, ông tình nguyện tham gia vào việc thực hiện một loạt bài giảng cho The Great Courses về lịch sử y học phương Tây của Teaching Company với tựa đề Doctors: The History of Scientific Medicine Revealed Through Biography (Bác sĩ: Lịch sử y học khoa học được tiết lộ qua tiểu sử).
Nuland qua đời vào ngày 3 tháng 3 năm 2014, tại nhà riêng ở Hamden, Connecticut, vì bệnh ung thư tuyến tiền liệt.

## Sách
- Doctors: The Biography of Medicine (New York: Knopf, 1988) ISBN 0-679-76009-1
- Medicine: The Art of Healing (New York: Hugh Lauter Levin Associates, Inc.  Distributed by Macmillan, 1992) ISBN 0-88363-292-6
- How We Die: Reflections on Life's Final Chapter (New York: Knopf: Distributed by Random House, 1994) ISBN 0-679-41461-4

Hiểu về sự chết: Phân tích khoa học về chương cuối đời người, Đặng Ly dịch, Omega Plus, Nhà xuất bản Thế giới, 2016.
- The Wisdom of the Body (New York: Knopf, 1997) ISBN 0-679-44407-6
- How We Live (New York: Vintage Books, 1998) [ban đầu được xuất bản là The Wisdom of the Body vào năm 1997] ISBN 0-09-976761-9
- Leonardo Da Vinci (Penguin Lives) (New York: Viking, 2000) ISBN 0-670-89391-9
- The Mysteries Within: A Surgeon Explores Myth, Medicine, and the Human Body (New York: Simon & Schuster, 2000) ISBN 0-684-85486-4
- The Doctors' Plague: Germs, Childbed Fever and the Strange Story of Ignac Semmelweis (New York: W.W. Norton, 2003) ISBN 0-393-05299-0
- Lost in America: A Journey with My Father (New York: Knopf: Distributed by Random House, 2003) ISBN 0-375-41294-8
- Maimonides (Jewish Encounters) (New York: Nextbook: Schocken, 2005) ISBN 0-8052-4200-7
- The Art of Aging: A Doctor's Prescription for Well-Being (New York: Random House, 2007) ISBN 1-4000-6477-5
- The Uncertain Art: Thoughts on a Life in Medicine (New York: Random House, 2008) ISBN 1-4000-6478-3
- The Soul of Medicine: Tales from the Bedside (New York: Kaplan Publishing, 2009) ISBN 1-60714-055-1